# امپراتور یوان جین
امپراتور یوان جین (۲۷۶ الی ۳ ژانویه ۳۲۳) با نام شخصی سیما روی و نام جینگون، ششمین امپراتور دودمان جین و بنیان‌نهای جین شرقی بود. امپراتور یوان، پسر سیما جین پسر سیما ژئو، پسر سیما یی بود.